# ばら色の人生 (テレビドラマ)
『ばら色の人生』（ばらいろのじんせい）はNHK総合の水曜ドラマ枠で1987年4月8日 - 7月8日に放送された日本のテレビドラマ。

## ストーリー
ヒロインのさちこは、カグヤ星から地球へ試験を受けるためにやって来た「かぐや姫」で、その試験とは、地球人が幸せになるような「よいこと」をして、巻物のばら色インジケーターを一杯にする事である。あとは、さちこの不思議な個性だけで数々の事件を乗り越えてゆく。

## キャスト
- タケル - 中村勘九郎
- さちこ - 鷲尾いさ子
- 一郎 - 清水宏次朗
- 萬屋錦之介
- 真野あずさ
- 岡本太郎
- 渡辺えり

## スタッフ
- 脚本 - 筒井ともみ、下川博、仲倉重郎
- 音楽 - 三枝成章
- タイトル振付 - 西条満
- パントマイム指導 - ヨネヤマ・ママコ
- 料理指導 - たなかれいこ
- 演出 - 平山武之、松岡孝治、三枝健起
- 制作 - NHK

## 主題歌
- THE 東南西北「あのコがほしい」

## サブタイトル
1. あの娘が街にやってきた（1987/04/08）
2. 女房よ帰れ　わが胸に!（1987/04/15）
3. 悲しい夜には屋台へ行こう（1987/04/22）
4. アフリカの諺（1987/05/06）
5. 春の月夜は眠れない（1987/05/13）
6. 昔の夢のなつかしく（1987/05/20）
7. 風のお話聞きませんか?（1987/05/27）
8. ライバルは恋女房（1987/06/03）
9. 君の瞳に乾杯（1987/06/10）
10. タイの国から愛をこめて（1987/06/17）
11. そっと教えてあの娘のヒミツ（1987/06/24）
12. 帰ってきた幽霊さん（1987/07/01）
13. あの娘がほしい（1987/07/08）